# 劉大懿
劉大懿（1756年—1823年），字堅雅，號葦間居士，山西洪洞苏堡人，清朝官員。
他於乾隆六十年（1795年）奉旨擔任按察使銜分巡台灣兵備道，為台灣清治時期這階段的地方統治者。
| 前任： 楊廷理 | 按察使銜分巡台灣兵備道 1795年上任 | 繼任： 季學錦 |